# 菅原通済
菅原 通済（すがわら つうさい、1894年〈明治27年〉2月16日 - 1981年〈昭和56年〉6月13日）は、日本の実業家。フィクサーとしても有名。名は通濟とも書く。本名は名の読みが（みちなり）。

## 経歴

### 戦前
東京市麹町区（現東京都千代田区麹町）に鉄道土木技師、菅原恒覧の息子として生まれる。名前は甲武鉄道の技師長であった父が東京の市ヶ谷見附に通済門というトンネルを完成させた日に生まれたためともいう。菅原道真36代の子孫を自称。
少年期は日夜喧嘩・悪戯に明け暮れる悪童だった。中学時代も喧嘩や放蕩に明け暮れ、たびたび学校〔旧制・海城中学（現・海城中学校・高等学校）や東京高等師範学校附属中学校（現・筑波大学附属中学校・高等学校）にもいた〕を退学処分となる有様だったが、1912年（明治45年）に一念発起し（自伝では天啓があったとする）日本を出国する。ロンドン大学を卒業とも自称したが不明な点が多い。
日本出国後ジョホールにてゴム農園を興し成功するが、タングステンの密輸に携わるなど非合法的な行為も行っていたらしい。その後、アフリカキンバレー鉱山・ロンドン・ニューヨークを歴訪し、1920年（大正9年）に日本へ戻る。日本ではゴム貿易で利益をあげたが、その後米相場に失敗し莫大な負債を抱える。

#### 日本自動車道の設立と江ノ島開発
しかしその後の関東大震災における復興需要で頭角を現して実業界に躍り出た。東京－大阪間の自動車専用道路、という壮大なプランを考え、飛嶋組の飛嶋文吉と共に日本自動車道株式会社を設立。モデルケースとして大船－江ノ島間（約6キロメートル）を建設する。この道路は1926年（大正15年）に認可を得て1930年（昭和5年）に日本初の自動車専用道路として開通した（『藤沢市史年表』では1931年7月開通としている）。また菅原は1934年（昭和9年）鎌倉山土地株式会社を設立し深沢地域の丘陵に高級別荘地を開発、鎌倉山と名づけて分譲したが、この時株式募集の一環として出資者に格安で分譲を行い、東京財界からの資金調達に成功した。あわせて鎌倉市内で運行していた遊覧バス会社を買収し、大船駅から鎌倉山、江ノ島間を結ぶ路線バスの運行を始めている。
自動車道は滝口寺の西まで完成したところで開通式を行ったが、そこからから江ノ島までの区間の工事は地元商人と江ノ島電鉄の反対を受けて買収が難航していた。ちょうどその時、東京電灯の副社長であった小林一三から江ノ島電鉄の株式譲渡の話を受け「蛇が蛙を飲むように」買収、道路を完成させると共に大株主兼役員として同社の経営に関わることになる。江ノ島電鉄にボギー車（100形）を導入し、無用の停留所を廃止するなど経営の近代化を行った。しかし鉄道、道路、不動産ともに建設が完成すると以後の事業規模は小さいため「すんでしまうと面白くもおかしくもない」と言ってすべて売却している。
1933年には撮影所移転の候補地を探していた松竹の城戸四郎に大船の7万坪の空き地の購入を勧め、これが松竹大船撮影所となる。また。撮影所の移転に先駆けて周囲の土地を買収し、1934年（昭和9年）に松竹と合同で土地会社の松竹映画都市株式会社を設立して「東洋のホリウッドたる新市街」田園都市住宅として分譲を行った。この不動産業は事前の読みとは裏腹に苦労が多く儲からなかったというが、この縁で一時期松竹の監査役を務めている。映画関係では他に国際映画社という小さな洋画輸入商社を手掛けた。

### 戦後の活動
終戦直後には父の興した鉄道工業社長として土木工業協会の初代会長に就任した。
1947年の芦田均の民主党には資金援助を行い、1948年に起きた昭和電工事件では関与が疑われた。当時、財閥解体の対象であった昭和電工の社長に義弟の日野原節三が就任するために菅原の斡旋があった事や、菅原が芦田内閣の有力な支援者だったためで、この事件後は政治の黒幕的な動きから手を引いた。
1950年には作家志望を表明。執筆活動を本格化させ鎌倉文士の面々らと交流をもった。
その後、三悪追放協会を組織し、会長となって売春・麻薬・性病の三悪追放キャンペーンを主唱。売春対策審議会では会長を務め、売春防止法制定に力を尽くした。三悪追放は口の悪い友人（大宅壮一とも言われる）から「アレ（女）は菅原がやり尽くした事だ」と皮肉られている。
麻薬追放はかなり本気であり、麻薬追放国土浄化連盟という組織を作り、山口組の田岡一雄や山岡荘八らとも連携。1972年には『麻薬売春Gメン』、『麻薬売春Gメン 恐怖の肉地獄』に協力し、1973年には菅原の原案で、麻薬問題をモチーフにした日本・韓国・香港・タイ王国共同映画『東京-ソウル-バンコック 実録麻薬地帯』が封切り公開された。
小津安二郎のタニマチ的な存在であり。1950年代後半からは小津の映画にしばしば出演、その数7本に及ぶ。「秋日和」ではすし屋の客、「秋刀魚の味」では笠智衆が演ずる父の同窓生菅井など脇役である。その他、計23本の映画に出演した。1961年に小津が映画人初の芸術院会員となるため尽力したと言われる。なお、小津に贈った陶磁器は1963年の小津没時に菅原が持ち帰ったという。
1962年には『ダイハツクイズ そうですちがいます』（フジテレビ）のレギュラー解答者を務めた。
1970年に開業した湘南モノレール江の島線の誘致に影響力を発揮した。交詢社に事務所を置き周辺のグループとも関係が深かったとされる。
その他、複数の企業・団体の経営・運営に関わる一方で政府審議会の委員を務めたりした。
晩年は、新宗教の後援などを積極的に行った。1981年に肝硬変で死去、87歳没。

## 常盤山文庫

### 概要
菅原通済は美術品や古書の蒐集を趣味とし、禅林墨蹟、水墨画、天神関係資料などを所蔵した。国宝2件、重要文化財21点、重要美術品18点を含む超一級のコレクションの収集は1943年（昭和18年）に本格化し、この年を創立年とする常盤山文庫として存続している。2012年に公益財団法人として認可された。
1954年（昭和29年）、菅原は還暦を機に実業界を引退し、公益事業として自邸にて公開を始めた。しかし消防法の改訂により木造建築での展示ができなくなり、脆弱な古民家に国宝、重要文化財が無造作に置かれることが文化財保存の観点から問題視をされていた。菅原の没後1982年（昭和57年）防災上の理由や文化財保護法の改定によって公開を停止。東京国立博物館や九州国立博物館、慶應義塾ミュージアムコモンズに寄託し、それらの施設で展示されているほか、国内外の博物館へ貸し出しを行っている。

### 建物
鎌倉山の自邸内に設けられた美術館・常盤山文庫は1624年（元和10年）に建てられた武家屋敷で、1928年（昭和3年）に金沢の六浦より移築したとされている。その後、廃屋となったが、2014年（平成24年）茅ヶ崎市に再度移築され熊澤酒造でレストランとして再生された。

## 関連人物
福富太郎は一時菅原の秘書を務め、菅原の美術品収集を見ていた影響で自らも美術コレクションを作り上げた。
城山三郎の小説、『乗取り』に出てくる「自称映画俳優、大蔵省公認文士、放送タレント、売春撲滅協議会長、財界世話業」の篠原明秋は菅原がモデルとなっている。
尖閣諸島所有者だった栗原國起が、かつて菅原のもとで運転手を務めていたことがある。

## 親族
父は菅原工務所社長の菅原恒覧。恒覧は鉄道工業創設者にして丹那トンネル東口工事請負で知られる。恒覧の母方の叔父には日露戦争講和条約の全権大使の一人であった高平小五郎がいる。昭和電工事件の張本人である日野原節三は、妻が菅原の異母妹であり義弟。母方祖父に波多野尹政。

## 映画出演
- 風ふたゝび（1952年）- 菅原役
- わが町 （1956年）
- 東京暮色 （1957年） - 菅井役
- 彼岸花（1958年） - 同窓生菅井役
- 浮草 (1959年) - 古道具屋役
- 秋日和（1960年） - すし屋の客役
- 恐妻党総裁に栄光あれ（1960年） - 岩田首相役
- 女は二度生まれる（1961年）
- 今年の恋（1962年） - 林役
- 憎いあンちくしょう（1962年） - 本人役
- 秋刀魚の味（1962年） - 菅井役
- 王将（1962年） - 金杉役
- にっぽん ぱらだいす（1964年） - 菅原道済名義で出演
- 戦後秘話 宝石略奪（1970年） - 道斉老人役
- 麻薬売春Gメン（1972年） - 原道済役
- 麻薬売春Gメン 恐怖の肉地獄 （1972年）
- 東京-ソウル-バンコック 実録麻薬地帯 （1973年） - 本人役

## 著書
- 自動車道 日本自動車道 1928
- 放談夏座敷 鏡浦書房 1949
- 群魔頓息 啓明社 1950
- 瓢たんなまづ 啓明社 1950
- カヘルは叫ぶ : 随筆集 日本出版協同 1951
- ふうせん狸 : 随筆集 日本出版共同 1951
- 通済放談 : 群魔頓息 日本出版協同 1951
- とんびの舞 : 随筆集 要書房 1952
- 土竜の日光浴 : 随筆集 日本出版協同 1952
- 女将 : 千穂自伝 樋田千穂著,菅原通済編 要書房 1952
- やまかん烏 実業之日本社 1953
- 通済一代 青春篇 要書房 1953
- 通済一代 壮年篇 要書房 1953
- 通済一代 俗骨篇 要書房 1953
- 現代ユーモア文学全集〈第15〉菅原通済集 駿河台書房 1953
- 馬づら 六興出版社 1954
- なでぎり随筆 高風館 1955
- 通済一代 [第1] (青春篇) 住吉書店 1955 (住吉新書)
- ゆかた随筆 高風館 1955
- ひとりよがり 創芸社 1955
- 女の学校 大蔵出版 1955
- お金の哲学 大蔵出版 1955
- をとこ冥利 住吉書店 1955
- 六十の味 常盤山文庫出版部 1956
- ヨカバイ大臣 盤山文庫出版部 1956
- 大蒙古の行方 : 昭和秘録 常盤山文庫出版部 1956
- かき(旅)ずて 高風館 1956
- をとこ大学 翠書房 1957
- 出たとこ勝負 常盤山文庫出版部 1957
- 常盤山文庫書蹟目録 菅原通済 編 常盤山文庫 1957
- 女犯 文陽社 1958
- 妖玉・罪あり : ダイヤモンド大蒙古の行方 常盤山文庫出版部 1958
- 女悦 東西文明社 1958
- 馬鹿と利巧 明玄書房 1959
- 花に風 東洋書房 1960
- あけっぱなし 石崎書店 1960
- 女六十花ざかり 常盤山文庫出版部 1961
- 通済美術ばなし 淡交新社 1961
- 麻薬天国ニッポン 創思社 1962
- 宝石天国ニッポン 東洋経済新報社 1963
- 通済一代 上巻 実業之世界社 1966
- 新しい宝石 保育社 1966
- 通済一代 下巻 実業之世界社 1967
- LSD25号作戦 : 幻覚剤の恐怖 朝日書院 1968
- 亡国病天国ニッポン 朝日書院 1968
- 実在する奇蹟 東京文芸政策家協会編 菅原通済監修 創思社 1968
- 性病教育の手引き ウィリアム・F.シュワルツ著,菅原通済,竹内勝共編 創思社 1969
- 新しい宝石 : 宝飾美と観賞 菅原通済,崎川範行共著 金園社 1969 (カラー版実用百科選書)
- あの手この手 : 性の乱れは国を亡ぼす 常盤山文庫出版部 1970
- 同性愛 三悪追放協会 1971
- 無手勝流 常盤山文庫出版部 1971
- 恐怖の覚せい剤 常盤山文庫出版部 1974
- 覚せい剤 三悪追放協会 1974
- 食糧危機突破 常盤山文庫出版部 1975